# Nevenka (sèrie de televisió)
Nevenka és una sèrie documental estrenada el març de 2021 sobre el cas de Nevenka Fernández, pioner a Espanya en el reconeixement d'una situació d’assetjament sexual, i especialment recordat després del moviment Me Too. La sèrie documental consta de tres episodis en els quals es rememora la història viscuda l'any 2000, el judici i la sentència per assetjament sexual contra el polític Ismael Álvarez, del Partit Popular, el mateix partit al qual pertanyia també la víctima. Està produïda per Newtral per Netflix.

## Història
El llavors alcalde de Ponferrada Ismael Álvarez va ser el primer polític condemnat per assetjament sexual a Espanya. Malgrat això va aconseguir tornar a l'Ajuntament, mentre Nevenka Fernández va haver d'exiliar-se fora d'Espanya.
"Quan em van nomenar la paraula assetjament, al principi estava desconcertada, no sabia el seu significat, aplicar-la-hi a una mateixa és difícil i no podia considerar-me feble".
| «                                              | (castellà) Cuando me nombraron la palabra acoso, al principio estaba desconcertada, no sabía su significado, aplicársela a una misma es difícil y no podía considerarme débil. […] Ahí empezó la otra Nevenka, cuando pusimos un nombre a lo que me estaba sucediendo. | (català) Quan em van anomenar la paraula assetjament, al principi estava desconcertada, no sabia el seu significat, aplicar-se-la a una mateixa és difícil i no podia considerar-me feble. […] Aquí va començar l'altra Nevenka, quan vam posar un nom a què m'estava succeint. | » |
| — MARÍN, Rebeca. "Acoso y derribo". 20 minutos | | |   |

En la sèrie documental es recullen les declaracions dels protagonistes del cas. Va ser d'altra banda la primera vegada que a Espanya es va apartar al fiscal cap, José Luís García Ancos per part de la Fiscalia General de l'Estat.

## Episodis
La sèrie documental consta de tres episodis:
| Número de capítol | Argument | Duració   |
| ----------------- | --- | --------- |
| Episodi 1         | Nevenka Fernández se suma a l'equip de l'alcalde Ismael Álvarez, i és nomenada regidora a l'Ajuntament de Ponferrada i es converteix en l'objectiu de l'alcalde. | 39 minuts |
| Episodi 2         | Assetjada a casa i en el treball, Nevenka fuig a Madrid i finalment decideix presentar càrrecs i denunciar-ho. | 34 minuts |
| Episodi 3         | Nevenka realitza una declaració pública i presenta una querella criminal contra Ismael Álvarez. El març de 2001 se celebra el judici amb una gran atenció mediàtica. Augmenta la pressió sobre ella i la seva família. La població de Ponferrada es divideix en el suport cap a Nevenka i cap al llavors encara alcalde Ismael Álvarez. El fiscal en cap José Luis García Ancos va ser apartat finalment del cas pel seu comportament i interrogatori especialment agressiu contra la víctima Nevenka a qui acusava de no haver volgut evitar la situació d'assetjament del seu agressor Ismael. Malgrat guanyar el judici Nevenka Fernández va haver d'emigrar. | 41 minuts |

## Testimonis
- Nevenka Fernández, víctima i protagonista principal
- Ana Gaitero, periodista
- Juan José Millás, escriptor
- Rosario Velasco, política i pediatra
- Adolfo Barreda, advocat
- José Antonio Busts, psicoanalista
- Rosa María Mollá, psiquiatre
- Menchu Monteira, coordinadora 8M El Bierzo

## Polèmica
El 8 d'abril de 2021 Ismael Álvarez va concedir una entrevista a la Televisió de Castella i Lleó defensant la seva innocència i negant-se a demanar perdó a la víctima. A més, va declarar que la productora Newtral no es va posar en contacte directament amb ell per donar els seus descàrrecs i testimoniatge. No obstant això, l'endemà al programa Al Rojo Vivo van emetre l'àudio d'una trucada telefònica on s'escolta a una productora de Newtral oferint l'oportunitat de ser entrevistat, desmentint així a l'exalcalde.